# AAAPOPTÁVKA.CZ
AAAPOPTÁVKA.CZ je poptávkový systém na českém internetu.
Společnost spravující portál byla založena v roce 2006 a v dubnu 2007 byl spuštěn vlastní projekt. Původním majitelem a zakladatelem byl Pavel Matoušek. Ten firmu vlastnil do října 2012, kdy prodal většinový podíl mediální skupině MAFRA. V roce 2014 pak prodal i zbývající podíl. 
V roce 2018 prodala Mafra službu AAApoptávka.cz společnosti B2M.

## Vedení společnosti
Od 11. prosince 2006 byl jednatelem společnosti Pavel Matoušek, původní zakladatel projektu. Od 18. října 2012 byl jednatelem také Jan Josef Kubíček a od 16. října 2013 Štěpán Košík. Ve funkci ředitele společnosti byl od roku 2010 Jakub Sklenář.

## Ocenění
V roce 2012 a 2013 byl poptávkový systém nominován na cenu ankety Křišťálová Lupa, kde se umístil v kategorii Nástroje a služby mezi Top 10 projekty z ČR a to jednou na čtvrtém a o rok později na šestém místě.